# Superboy e la Legione
Superboy e la Legione (Superboy and the Legion) è un arco narrativo a fumetti pubblicato negli Stati Uniti d'America dalla DC Comics nelle serie a fumetti Teen Titans (vol. 3) n. 16 e il numero speciale Teen Titans/Legion Special nel 2004. Fu scritto da Geoff Johns e Mark Waid e disegnato da Mark McKone, Ivan Reis e Joe Prado. È la storia conclusiva nella continuity post-Ora zero della Legione dei Super-Eroi.

## Trama
In un ristorante della San Francisco del XXI secolo, i membri dei Teen Titans Superboy (Kon-El) e Cassie Sandsmark si stavano godendo il loro primo appuntamento. All'improvviso, comparve un vortice nella sala che si prese Superboy e scomparve. Alcuni momenti dopo, fece ritorno - con un'uniforme e un taglio di capelli simili a quelli di Superman.
Wonder Girl lo riportò alla Titans Tower, dove subito i Titans furono attaccati dal Persuasore, il criminale del 31º secolo possessore dell'Ascia Atomica. Dopo una breve battaglia, il Persuasore fuggì in una frattura spazio-temporale. Lo seguirono, dopo che Superboy diede a tutti un anello, immediatamente riconosciuto da Kid Flash (Bart Allen) come anello di volo della Legione, che proteggevano l'indossatore dal vuoto dello spazio. Attraversando la frattura, i Titans furono trasportati nel 31º secolo - l'epoca di nascita di Kid Flash - e subito incontrarono una parte della Legione dei Super Eroi.
Dopo essere scomparso durante il suo appuntamento con Wonder Girl, Superboy inesplicabilmente comparve nel 31º secolo, e passò i cinque mesi successivi come un membro attivo della Legione. Finché più avanti né Superboy né Saturn Girl riuscirono a determinare il momento esatto in cui fu trasportato nel futuro. I Legionari spiegarono che la Terra era sotto attacco dei Fatal Five da mesi, i cui membri erano aumentati in modo esponenziale da quando il Persuasore cominciò ad utilizzare la sua ascia per entrare nelle realtà alternative e reclutare le versioni alternative dei membri dei Fatal Five: adesso, i criminali si facevano chiamare più accuratamente Fatal Five Hundred. Con la possibilità che la Legione venisse sopraffatta, Superboy viaggiò nel XXI secolo per chiedere rinforzi. Ora, i Titans e i Legionari dovevano confrontarsi con un'altra crisi, in quanto i Fatal Five Hundred attaccarono improvvisamente Legion World, il pianeta artificiale che fungeva da quartier generale della Legione.
Raven teletrasportò l'intero gruppo di eroi al quartier generale della Legione a Metropolis, dove si incontrarono con i Legionari rimanenti. Osservando come senza soluzione di continuità Superboy interagiva con la Legione, Wonder Girl si chiese se volesse restare nel 31º secolo. Quando Kid Flash si riunì con la cugina XS, Brainiac 5 spiegò il suo piano per sconfiggere i Fatal Five Hundred. Kid Flash e XS avrebbero generato segnali vibrazionali che avrebbero resettato le frequenze molecolari dei criminali alternativi, rinviandoli nei loro rispettivi mondi paralleli. Raven e Beast Boy notarono la mancanza di rispetto e il disdegno che Brainiac 5 mostrava nei confronti di Kid Flash. Di punto in bianco, i criminali attaccarono. Kid Flash e XS cominciarono a correre, generando i segnali vibrazionali necessari. Kid Flash prese un momento per correre a Central City e fare una veloce visita a sua madre Meloni Thawne, che aiutava a difendere il Museo di Flash. La donna fu fiera di sapere che suo figlio adottò l'identità di Kid Flash.
Una volta che i velocisti generarono sufficiente energia, Gear attivò una macchina che proiettava i segnali vibrazionali ai Fatal Five Hundreds, inviando i doppioni nei propri mondi. Tuttavia, la vibrazione risonante di ogni ascia atomica scatenò un rinculo d'energia che aprì uno strappo nel continuum spazio-temporale. Superboy ritrovò l'ascia atomica del Persuasore originale, che Brainiac 5 determinò avrebbe potuto portare i Titans a casa (lanciando però la Legione nel vuoto tra le dimensioni) o i Legionari al 31º secolo (lanciando i Titans, che cosa che avrebbe avuto un effetto catastrofico sulla loro epoca)- ma non entrambe le squadre. Piuttosto che scegliere una squadra invece di un'altra, Superboy optò per portare tutti e due i gruppi nel XXI secolo, dove poi avrebbero trovato un modo per riportare la Legione alla propria epoca. All'improvviso, il Persuasore prese un'ascia, e mentre lui e Superboy si battevano per prenderla all'altro, questa rilasciò un'enorme quantità d'energia. Il Persuasore fu mandato nel XXI secolo, intrappolato in un nodo temporale infinito. I Titans arrivarono alla Titans Tower, domandandosi se fossero veramente tornati a casa. Intanto, l'intera Legione fu spinta in un vuoto temporale. Su avvertimento di Kid Quantum (Jazmin Cullen), Shikari riuscì a salvarsi, poiché era l'unica di loro a poter rintracciare tutti gli altri successivamente. I Legionari scomparvero nel vuoto, e Kid Quantum esclamò "Lunga vita alla Legione!". Shikari, distratta, raggiunse lo spazio, ma non aveva idea di dove fosse giunta.

## Teenage Wonderland
Teen Titans/Legion Special si concluse con una storia di rinforzo di sette pagine intitolata "Teenage Wonderland", scritta da Mark Waid e illustrata da Barry Kitson. Fu il prologo del volume 5 di Legione dei Super Eroi, e contenne la prima comparsa della cosiddetta "terza versione" della squadra.
Un'aliena senziente stava rimproverando il proprio figlio, che stava distruggendo una maglietta con il logo della Legione dei Super Eroi, ed un'antica copia del fumetto Legione dei Super Eroi vol. 4 n. 0. Da un'altra parte, un padre proibiva alla propria figlia di andare in viaggio sulla Terra, per paura che potesse incontrare i "Legionari". Ad un talk-show, il presentatore e l'ospite dibattevano sui meriti della Legione e la ribellione contro i "costumi sociali in tutta la galassia". Una ragazza adolescente terminò il suo appuntamento quando capì che il suo ragazzo pensava che la Legione le avesse "riprogrammato" il cervello.
Sulla Terra, il giovane Lyle Norg faceva arrabbiare i suoi genitori, che consideravano la sua indulgenza verso la Legione e i suoi ideali imbarazzanti. Involontariamente, caricarono il codice genetico del proprio figlio nel "servizio pubblico", cosa che permise loro di seguire i suoi movimenti in continuazione. Dopo che i suoi genitori lasciarono la stanza, Lyle saltò dalla finestra e attivò l'anello di volo della Legione, e scomparve definitivamente dal servizio pubblico. Lyle volò in aria e si unì ad una nuova versione della Legione dei Super Eroi mai vista prima.

## Raccolte
"Superboy e la Legione" fu inclusa nella raccolta con copertina rigida Teen Titans: The Future Is Now. "Teenage Wonderland" fu raccolta in Legion of Super-Heroes: Teenage Revolution.